# Eurínome (oceánide)

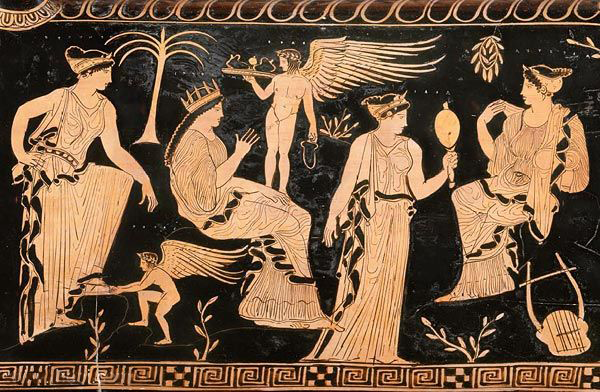
Vaso de cerámica ática de figuras rojas (ca. 400 a. C.): Eurínome, Hímero, Hipodamía, Eros, Yaso y Asteria. Museo de Bellas Artes de Boston.

Para otros personajes mitológicos con el mismo nombre, ver Eurínome.
En la mitología griega, Eurínome (en griego antiguo: Εὐρυνόμη, Eurynómē) es una oceánide, hija de Océano y Tetis, y una de las más antiguas de entre sus hermanas. Otros en cambio la creen hija de Urano. Etimológicamente su nombre significa «viaje extenso» o bien «gobierno extenso». Eurínome es una diosa antigua y su papel mitológico la refiere como madre de las cárites, reina del Olimpo e incluso una de las titánides.

## Variantes mitográficas
Eurínome, como una antigua diosa preolímpica, aparece en diversos mitos y se le asocian hasta cinco consortes: Asopo, Crono, Océano, Ofión y Zeus. De la misma manera la grafía del nombre de Eurínome puede variar como Evónime, Hermíone, Evante, Eurídome y Eurimedusa. Eurínome aparece junto a unas tales Eritea y Euríale en una inscripción del altar de Pérgamo en la que se representa la Gigantomaquia.

## Consortes y descendencia
Hesíodo nos dice que fue la tercera esposa o consorte de Zeus: «Eurínome, hija del Océano, de encantadora belleza, le dio a las tres Gracias de hermosas mejillas, Aglaya, Eufrósine y la deliciosa Talia». Otros refieren que el río Asopo nació de la unión, entre otras opciones, de Zeus y Eurínome;o bien que Eurínome era la esposa de Asopo y por Zeus engendró a Ogigias (aunque el texto está corrupto). Epiménides también dice que de la unión entre Crono y la floreciente Evónime (Eurínome) nacieron «la áurea Afrodita de hermosos cabellos, y las moiras inmortales y las erinias de variopintos dones». Incluso una versión tardía probablemente la denomina como Hermíone y dice que fue la esposa de Océano.

## Diosa marina
Homero dice que Hefesto fue arrojado desde el Olimpo por Hera, avergonzada por su cojera: «entonces habría padecido dolores, de no ser por Eurínome y Tetis, que me acogieron en su regazo, Eurínome, la hija de Océano, el que refluye a su fuente. Con ellas pasé nueve años forjando primorosas piezas de bronce: broches, brazaletes en espiral, sortijas y collares, en la hueca gruta a cuyo alrededor la corriente de Océano fluía indescriptible entre borbolleos de espuma. Nadie más ni de los dioses ni de los mortales hombres estaba enterado; sólo lo sabían Tetis y Eurínome, las que me habían salvado».

## Madre de las Cárites
El nombre de la madre de las gracias en su unión con Zeus puede variar según las versiones, pero se considera que son variantes gráficas de Eurínome. Calímaco dice que Eurínome era una titánide, pero anteriormente la denomina como hija de Océano, y también añade en otra variante a una tal Evante, hija de Urano. De la misma manera Cornuto dice que se barajan los nombres de Eurídome (Ευρυδόμη), Eurimedusa y Evante como posibles madres de las Gracias en su unión con Zeus, de nuevo posibles variantes gráficas.

## Arquetipo de sirena
Pausanias dice que en el lugar donde confluyen las corrientes de los ríos Límax y Neda, hay un santuario de Eurínome, sagrado desde antiguo y de difícil acceso por la aspereza del lugar. El pueblo de los figaleos cree que Eurínome es la hija de Océano que acogió a Hefesto. Cada año en el mismo día abren el santuario de Eurínome, pero el resto del tiempo está establecido entre ellos no abrirlo. En esta ocasión hacen sacrificios tanto públicos como privados. Dicen los figaleos que la xóana está atada con cadenas de oro y que es una figura de mujer hasta los muslos, y desde aquí un pez.  Compárese con Derceto, otra diosa que igualmente aparecía en las iconografías como medio pez.

## Reina del Olimpo
Eurínome también aparece documentada como una antigua reina de los dioses. Apolonio nos dice que «al principio Ofión y Eurínome tenían el dominio del nevado Olimpo; y cómo, ante la fuerza de sus brazos, cedieron su dignidad el uno a Crono, la otra a Rea, y se precipitaron en las olas del Océano. Y aquéllos reinaron entonces sobre los titanes, dioses bienaventurados, mientras Zeus, niño aún, alentando aún espíritu infantil, moraba bajo la gruta Dictea». Licofrón está de acuerdo con el anterior y concreta además que Rea, hábil en el combate, arrojó a la propia Eurínome al Tártaro.

## Diosa creadora
Robert Graves, en su hipotético mito pelasgo de la creación, también nos habla de una diosa prehelénica creadora. Esta Eurínome, diosa de todas las cosas, surgió desnuda en el Caos y por aburrimiento danzó sobre las olas océano. Ofión, creado a partir de viento, se ayuntó con la diosa. A su tiempo ella asumió la forma de una paloma aclocada para poner un huevo sobre las aguas. Ofión se enroscó alrededor del huevo y de esta materia se hizo el mundo. Ambos reinaron por entonces desde el monte Olimpo, hasta que Ofión se jactó de haber hecho él solo el mundo. Eurínome, como castigo, le arrancó los dientes de un puntapié y lo desterró a las oscuras cavernas situadas bajo la tierra. Graves asimila a Eurínome con rasgos de otras deidades semíticas, como Iahu, Anat o Iah.